# Tylos australis
Tylos australis là một loài chân đều trong họ Tylidae. Loài này được Lewis & Bishop miêu tả khoa học năm 1990.